# Set Your Body Free
Set Your Body Free är ett musikalbum av Danny Saucedo, släppt 24 december 2008.

## Låtlista[1]
1. "Radio" (Tobias Gustavsson / Niclas Kings / Danny Saucedo / Michel Zitron) – 02:59
2. "Kiss You all Over" (H. Bell / C. Falk / T. Ottoh) – 03:27
3. "Emely" (Amir Aly / Henrik Wikström)[förtydliga] – 03:02
4. "Utopia" (Andreas Carlsson / Kalle Engström) – 03:46
5. "All on You" (Eric Amarillo / Michael Feiner) – 03:08
6. "Unite this Heart" (Tobias Gustavsson / Michel Zitron / Danny Saucedo) – 03:29
7. "Need to Know" (Danny Saucedo / T. Skyldeberg / J. Törnqvist) – 03:52
8. "Set Your Body Free" (T. Cruz / A. James / Mathias Wollo) – 03:53
9. "Running Away" (Oscar Görres / Danny Saucedo) – 03:47
10. "Schitzofrenia" (H. Andersson-Tervald / M. Clauss) – 03:06
11. "Turn off the Sound" (Oscar Görres / Danny Saucedo) – 03:51
12. "Just Like That" feat Lazee (Alexander Jonsson / Lazee / Danny Saucedo / Christoffer Vikberg) – 03:07
13. "If Only You" (Vincent Pontare  / Michel Zitron) – 03:29
14. "Tokyo" (Jonas von der Burg / Nicklas von der Burg / Anoo Bhagavan) – 03:15

## Singlar
| År   | Låt        |
| ---- | ---------- |
| 2008 | Radio      |
| 2009 | All on you |

## Listplacering
| Lista (2009) | Topplacering |
| ------------ | ------------ |
| Sverige      | 2            |